# San Antonio de Puriscal
San Antonio es el octavo distrito del cantón de Puriscal, en la provincia de San José, de Costa Rica.

## Historia
San Antonio se segregó del distrito San Rafael en 1950. 

## Geografía
San Antonio cuenta con un área de 14,62 km² y una altitud media de 1090 m s. n. m.
Desde su fundación ha preservado su extensión territorial de 16,93 km², un hecho poco común entre los distritos de Puriscal y de Costa Rica en general. 

## Demografía
Para el año 2022, San Antonio cuenta con una población estimada de 4908 habitantes, y para el último censo efectuado, en 2011, San Antonio contaba con una población de 3889 habitantes.
El distrito es el segundo de mayor densidad de población en Puriscal, solo superado por la cabecera cantonal, Santiago.
En los últimos años, ha tenido un desarrollo económico mucho más acelerado, con el enlazamiento del Centro de Atención Integral en Salud de Puriscal (CAIS), siendo el principal centro médico del cantón de Puriscal.

## Localidades
- Poblados: San Antonio Centro, Calle Rafael Solórzano, Barrio Santa Lucía, Barrio Corrogres, Calle Celestino Elizondo, Calle San Antoñito, Calle Matusalén Herrera, Calle Herrera, El Estero, Charcón (Río Viejo), Naranjito, San Antonio Abajo, Bajo Dantas, Ciudadela Tinamaste.

## Transporte

### Carreteras
Al distrito lo atraviesan las siguientes rutas nacionales de carretera:
- Ruta nacional 239
- Ruta nacional 316